# کریم‌آباد (کلات)
کریم‌آباد، روستایی در دهستان هزارمسجد بخش مرکزی شهرستان کلات استان خراسان رضوی ایران است.

## جمعیت
بر پایه سرشماری عمومی نفوس و مسکن در سال ۱۳۹۵ جمعیت این روستا ۳۹۷ نفر (در ۱۱۲ خانوار) بوده‌است.